# 브란덴부르크 변경백 알브레히트 1세

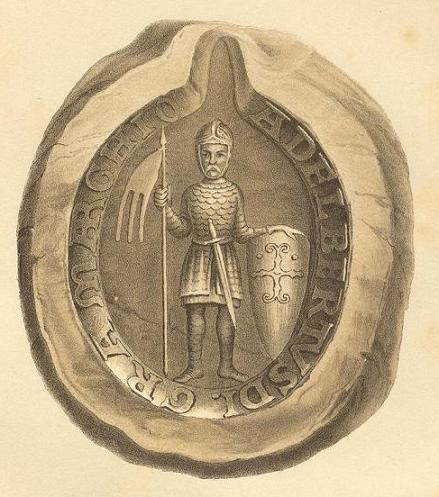
알브레히트 1세

브란덴부르크 변경백 알브레히트 1세(독일어: Albrecht I. Markgraf von Brandenburg, 1100년경 ~ 1170년 11월 18일)은 브란덴부르크 변경백국의 초대 변경백으로, 곰백작(독일어: der Bär 데어 베어[*])이라는 별명으로 잘 알려져 있다. 변경백 재위 기간은 1157년부터 죽을 때까지이며, 1138년에서 1142년 사이에는 작센 공작이기도 했다.